# Haut-Poirier
Le Haut-Poirier est un quartier de Mulhouse intra muros situé entre le quartiers de Dornach et des Coteaux et la commune de Brunstatt-Didenheim et qui est le regroupement des deux grands secteurs urbains de la ville :
- L'Illberg (En français montagne de l'Ill car il est en partie sur une colline bordée par l'Ill), limitrophe de Dornach au nord, est davantage composé de petites maisons et constitue un des secteurs résidentiels aisés[1] de la ville. Il s'agit du secteur le plus vaste du quartier. Sa partie sud accueille le campus de l'Illberg de l'Université de Haute-Alsace, la plaine sportive de l'Illberg, le parc des berges de l'Ill et l'école Illberg.
- Le secteur Bel Air, officiellement appelé Haut-Poirier Est, plus petit et limitrophe du quartier des Coteaux, est composé de petits immeubles.

## Secteur Illberg

### Enseignement et recherche

#### Campus universitaire de l'Illberg
Le quartier abrite le campus de l'Illberg de l'Université de Haute-Alsace et est ainsi le plus grand quartier étudiant de Mulhouse devant le quartier de La Fonderie.

#### École Illberg
L'école Illberg est l'unique école primaire du Haut-Rhin qui délivre un enseignement bilingue paritaire en français et en anglais sur le modèle un maître, deux langues. Désectorisée, elle s'adresse aux enfants anglophones, à trajectoire internationale, manifestant de l'intérêt pour la langue anglaise ou ayant débuté l'apprentissage de l'anglais dans un autre pays ou territoire français et qui ne trouvent pas de continuité en Alsace. L'étendue de la scolarité couvre les classes de l'école maternelle et de l'école élémentaire, soit des enfants âgés de 2 ans et demi à 11 ans. Elle fait partie de la circonscription de Mulhouse 3.